# Piast Gliwice
Piast Gliwice (offiziell Gliwicki Klub Sportowy Piast Gliwice) ist ein oberschlesischer Sportklub aus der Großstadt Gliwice (deutsch: Gleiwitz). Der Verein ist seit 2012 Bestandteil der höchsten polnischen Spielklasse im Profifußball, der Ekstraklasa. 2019 wurde Piast erstmals Polnischer Fußballmeister.

## Geschichte
Piast Gliwice wurde am 18. Juni 1945 gegründet. Die traditionellen Vereinsfarben setzen sich aus rot und blau zusammen. Der Name des Vereins nimmt auf die Dynastie der Piasten Bezug, die im Mittelalter zahlreiche Herzöge und Könige des frühen polnischen Staates sowie schlesischer Teilherzogtümer stellten. Die Mannschaft erreichte in den Jahren 1978 und 1983 das polnische Pokalfinale. Im Jahre 1957 debütierte der Verein in der 2. Liga, wo er auch 32 Jahre lang verweilte. Die beste Zeit in seiner Zweitligaangehörigkeit hatte der Club zwischen 1975 und 1983, als man zu den besten vier Teams der Liga gehörte. In der Saison 2007/08 war Piast Gliwice einer der Favoriten für den Aufstieg in die Ekstraklasa und wurde am 24. Mai 2008 nach einem 1:0-Auswärtssieg bei Polonia Warschau mit dem Aufstieg belohnt. Am 9. August 2008 gewann Piast Gliwice das historische erste Spiel der Ekstraklasa-Ära gegen Cracovia mit 2:0. Nach einer Saison mit Höhen und Tiefen konnte Piast am 29. Spieltag den Klassenerhalt vorzeitig sichern und beendete die erste Saison in der Ekstraklasa auf dem 11. Tabellenplatz. In der darauffolgenden Saison musste nach Platz 16 wieder der Abstieg in die zweite Liga angetreten werden. Im Mai 2012 konnte der Verein den erneuten Aufstieg in die Ekstraklasa feiern und stieg letztendlich sogar als Erstplatzierter zusammen mit Pogoń Szczecin in die Erstklassigkeit auf. Anders als in den Jahren zuvor konnte der Verein sich auch nach der Aufstiegssaison gut platzieren und erreichte am Ende der Saison 2012/2013 gar den 4. Platz, der dem Verein aus Oberschlesien die Qualifikationsrunde zur UEFA Europa League 2013/14 bescherte. Für Furore sorgte Piast Gliwice in der Saison 2015/16 als man erstmals die Herbstmeisterschaft gewinnen konnte und unter Radoslav Látal als Überraschung der Saison attraktiven Offensiv-Fußball spielte. Am Ende der Saison wurde man Vizemeister und qualifizierte sich für die 2. Runde der UEFA Europa League 2016/17, in der man an IFK Göteborg scheiterte.
In der Saison 2018/19 sicherte sich Piast Gliwice recht überraschend erstmals die polnische Meisterschaft, nachdem die vom ehemaligen polnischen Nationaltrainer Waldemar Fornalik betreute Mannschaft nach der Hauptrunde mit sieben Punkten Rückstand auf Legia Warschau und Lechia Gdańsk nur den dritten Platz belegt hatte. In der anschließenden Meisterrunde holten die Oberschlesier dann aus sieben Spielen 19 von möglichen 21 Punkten und lagen am Saisonende vier Punkte vor Warschau und fünf Punkte vor Gdańsk. Der Titelgewinn berechtigte Piast zur erstmaligen Teilnahme an der UEFA Champions League, wobei man aufgrund des schwachen Abschneidens der polnischen Mannschaften in den Vorjahren bereits in der 1. Qualifikationsrunde in den Wettbewerb einsteigen musste. Dort schied man gegen den belarussischen Meister BATE Baryssau mit insgesamt 2:3 Toren aus beiden Spielen aus dem Wettbewerb aus.
In der Ekstraklasa-Saison 2019/20 belegte Piast als Titelverteidiger den 3. Tabellenplatz, womit sich der Verein für die UEFA Europa League 2020/21 qualifizierte. Dort spielte sich der Verein bis in die 3. Qualifikationsrunde vor, in der man gegen den FC Kopenhagen ausschied.

## Stadion

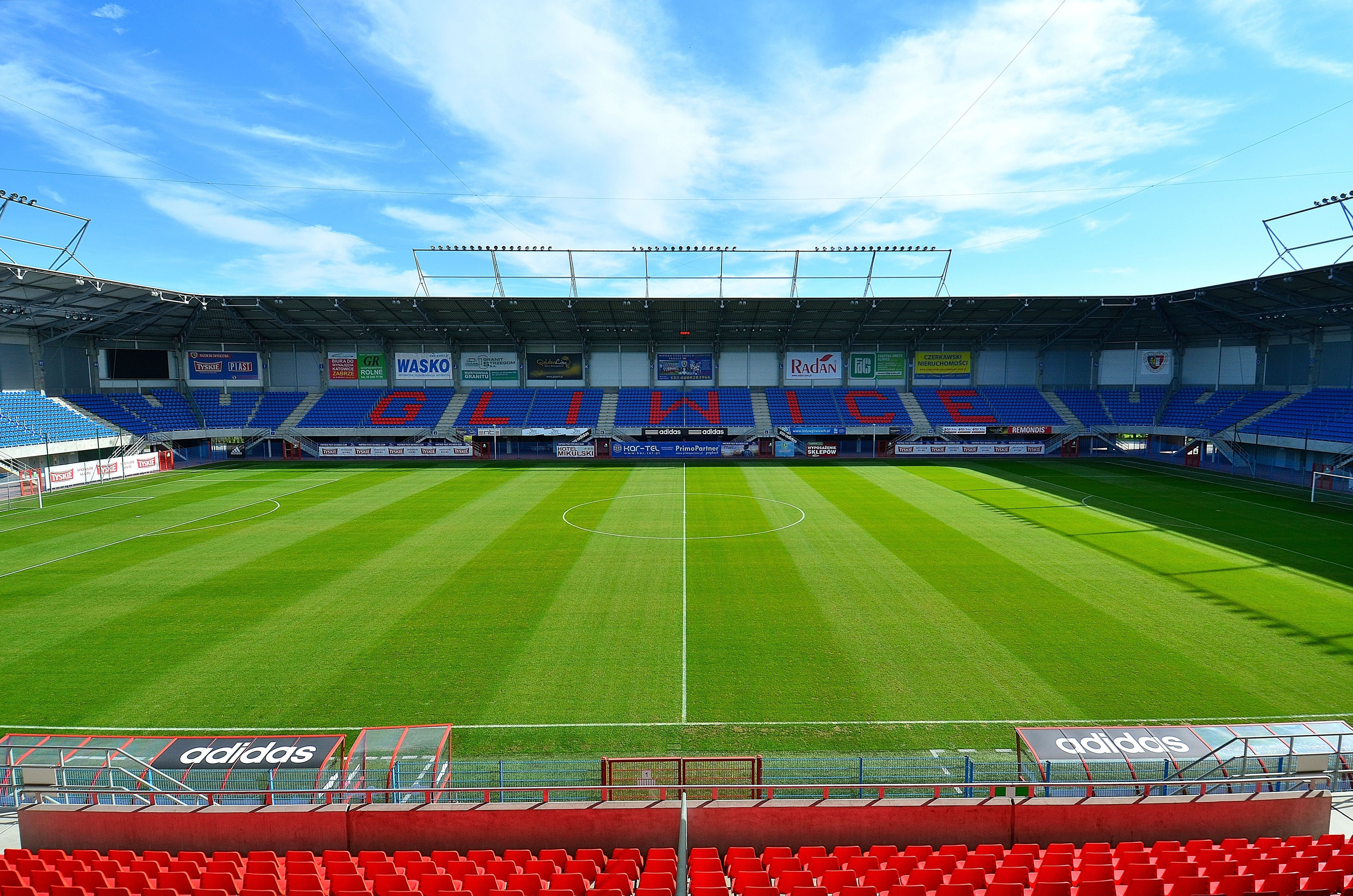
Stadion Miejski

Seine Fußballheimspiele trug Piast Gliwice im Stadion GKS Piast aus. Dieses verfügte über 6.000 Plätze, davon 5.000 Sitzplätze. Da das Stadion jedoch nicht den Sicherheitsmaßnahmen und Kriterien der Ekstraklasa entsprach, musste der Verein zeitweise mit seinen Heimspielen ins Stadion von Odra Wodzisław ausweichen. Am 28. September 2010 unterzeichnete die Clubführung mit dem polnischen Bauunternehmen Polimexem Mostostal S.A. einen Kontrakt über den Bau eines neuen Stadions. Das Stadion Miejski entstand an derselben Stelle wie das Alte. Es ist baugleich mit der Home-Deluxe-Arena in Paderborn. Das Stadion hat zunächst ein Fassungsvermögen von 10.037 Zuschauern, bei Bedarf kann man dieses auf ca. 15.000 erhöhen. Somit ist zugleich das erste Stadion in Oberschlesien, welches den Vorgaben der UEFA entspricht. Es sind Plätze für 192 VIP, 30 Kommentatoren, 50 Presse, 30 Behinderte und 20 Betreuer  vorhanden. Die Kosten für die neue Arena betrugen 54 Mio. Złoty, was ca. 13,7 Mio. Euro entspricht. Der ganze Betrag wurde aus der Stadtkasse bezahlt. Durch den Bau des Stadions absolvierte der Verein sieben seiner acht ersten Saisonspiele 2011/12 auswärts. Die Fertigstellung war Ende 2011. Das Eröffnungsspiel fand am 5. November 2011 vor 10.000 Zuschauern gegen Wisła Płock statt und endete mit einem 2:1-Sieg für Piast.

## Erfolge
- Polnischer Meister (1): 2019
- Polnischer Pokalfinalist: 1978, 1983
- Aufstieg in die Ekstraklasa: 2008, 2012
- Polnischer Vize-Meister: 2016
- Viertelfinale Puchar Ekstraklasy: 2009
- UEFA Europa-League Qualifikation: 2013, 2016

## Namensänderungen
- 18. Juni 1945 – KS Piast Gliwice
- 23. Mai 1946 – KSM Piast Gliwice
- 5. März 1949 – ZS Metal Piast Gliwice
- 1. November 1949 – ZKS Stal Gliwice
- 11. März 1951 – ZKS Stal GZUT Gliwice
- 15. März 1955 – ZKS Piast Gliwice
- 20. Januar 1957 – KS Piast Gliwice
- 1. Januar 1961 – SKS Piast Gliwice
- 15. März 1964 – GKS Piast Gliwice
- 17. Oktober 1983 – MC-W GKS Piast Gliwice
- 12. September 1989 – CWKS Piast-Bumar Gliwice
- 4. April 1990 – KS Bumar Gliwice
- 11. Mai 1990 – KS Bumar Łabędy
- 1. Juli 1990 – KS Bumar Gliwice
- ??.??.1991 – KS Piast-Bumar Gliwice
- 1. Juli 1992 – MC-W GKS Piast Gliwice
- 1. August 1995 – KS Bojków Gliwice
- 15. September 1995 – KS Piast Bojków Gliwice
- 2. September 1996 – GKS Piast Gliwice

## Europapokalbilanz
| Saison  | Wettbewerb            | Runde                  | Gegner           | Gesamt    | Hin     | Rück          |
| ------- | --------------------- | ---------------------- | ---------------- | --------- | ------- | ------------- |
| 2013/14 | UEFA Europa League    | 2. Qualifikationsrunde | FK Qarabağ Ağdam | 3:4       | 1:2 (A) | 2:2 n. V. (A) |
| 2016/17 | UEFA Europa League    | 2. Qualifikationsrunde | IFK Göteborg     | 0:3       | 0:3 (H) | 0:0 (A)       |
| 2019/20 | UEFA Champions League | 1. Qualifikationsrunde | BATE Baryssau    | 2:3       | 1:1 (A) | 1:2 (H)       |
| 2019/20 | UEFA Europa League    | 2. Qualifikationsrunde | Riga FC          | (a)4:4(a) | 3:2 (H) | 1:2 (A)       |
| 2020/21 | UEFA Europa League    | 1. Qualifikationsrunde | FK Dinamo Minsk  | 2:0       | 2:0 (A) | 2:0 (A)       |
| 2020/21 | UEFA Europa League    | 2. Qualifikationsrunde | TSV Hartberg     | 3:2       | 3:2 (H) | 3:2 (H)       |
| 2020/21 | UEFA Europa League    | 3. Qualifikationsrunde | FC Kopenhagen    | 0:3       | 0:3 (A) | 0:3 (A)       |

Gesamtbilanz: 11 Spiele, 3 Siege, 3 Unentschieden, 5 Niederlagen, 14:19 Tore (Tordifferenz −5)\

## Kader 2025/26
Stand: 1. Juli 2025
| Nr. |          | Position | Name                 |
| --- | -------- | -------- | -------------------- |
| 4   | Polen    | AB       | Jakub Czerwiński     |
| 6   | Polen    | MF       | Michał Chrapek       |
| 7   | Spanien  | ST       | Jorge Félix          |
| 10  | Polen    | MF       | Patryk Dziczek       |
| 15  | Polen    | AB       | Levis Pitan          |
| 16  | Polen    | MF       | Mateusz Kopczynski   |
| 20  | Polen    | MF       | Grzegorz Tomasiewicz |
| 22  | Polen    | AB       | Tomasz Mokwa         |
| 26  | Slowakei | TW       | František Plach      |
| 27  | Polen    | MF       | Justin Daniel        |
| 29  | Polen    | AB       | Igor Drapiński       |
| 31  | Polen    | MF       | Oskar Leśniak        |

| Nr. |                 | Position | Name                |
| --- | --------------- | -------- | ------------------- |
| 33  | Polen           | TW       | Karol Szymański     |
| 36  | Polen           | AB       | Jakub Lewicki       |
| 70  | Zypern Republik | ST       | Andreas Katsantonis |
| 79  | Polen           | TW       | Dawid Rychta        |
| 90  | Slowakei        | ST       | Erik Jirka          |
|     | Spanien         | ST       | Adrián Dalmau       |
|     | Frankreich      | ST       | Quentin Boisgard    |
|     | Ghana           | AB       | Ema Twumasi         |
|     | Polen           | MF       | Jakub Niedbała      |
|     | Polen           | MF       | Szczepan Mucha      |
|     | Polen           | AB       | Piotr Liszewski     |

## Trainer
- Marcin Brosz (2010–2014)
- Radoslav Látal (2015–2016)
- Waldemar Fornalik (2017–2022)
- Aleksandar Vukovic (2022–2025)

## Spieler
- Henryk Bałuszyński
- Josip Barišić
- Lucjan Brychczy
- Andrzej Buncol
- Kristian Ipša
- Collins John
- Artūrs Karašausks
- Grzegorz Kasprzik
- Artis Lazdiņš
- Włodzimierz Lubański
- Michał Masłowski
- Patrik Mráz
- Radosław Murawski
- Marcin Robak
- Adrian Sikora
- Franciszek Smuda
- Thomas Sobotzik
- Kamil Vacek